# IC 1391
IC 1391 — галактика типу E? (еліптична галактика) у сузір'ї Водолій.
Цей об'єкт міститься в оригінальній редакції індексного каталогу.